# Premi de Literatura del Consell Nòrdic
El Premi de Literatura del Consell Nòrdic guardona una obra literària escrita en una de les llengües dels Països nòrdics i que tingui alts estàndards literaris i artístics. Fou establert el 1962 i s'atorga cada any amb un import de 350 mil corones daneses el 2008. Les obres que poden guanyar són novel·les, peces teatrals, poemaris, narrativa breu, assaig i altres obres que hagin estat publicades durant els quatre anys anteriors, excepte si són en danès, noruec o suec, que només poden tenir una antiguitat de dos anys. El premi és un dels més prestigiosos que un autor nòrdic pot guanyar.
El guanyador és triat per adjudicació a través d'un comitè elegit pel Consell Nòrdic. El comitè consisteix en deu membre, dos de cada país (Dinamarca, Finlàndia, Islàndia, Noruega i Suècia). Els membres generalment són experts de la literatura dels països dels quals són originaris i també dels països veïns. A més dels membres regulars, també s'hi poden incloure membres de les Illes Åland, de les illes Fèroe, de Groenlàndia o de les llengües sami si hi ha alguna obra nominada. A més del premi monetari, el premi vol incrementar l'interès de la literatura en els països que comparteixen una relació de veïnatge i que sigui coneguda més enllà de les fronteres.

## Membres del comitè de 2011
- Asger Schnack (Dinamarca)
- Aðalsteinn Ásberg Sigurðsson (Islàndia)
- Boel Westin (Suècia)
- Pia Ingström (Finlàndia)
- Erik Bjerck Hagen (Noruega)
- Eva Ström (Suècia)
- Helene Uri (Noruega)
- Lilian Munk Rösing (Dinamarca)
- Jón Yngvi Jóhannsson (Islàndia)
- Kristina Malmio (Finlàndia)

## Llista de guanyadors

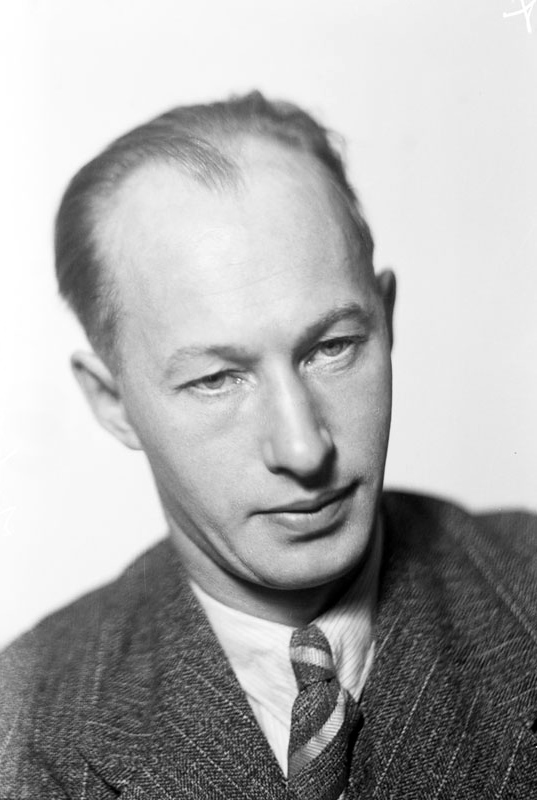
Eyvind Johnson, 1962

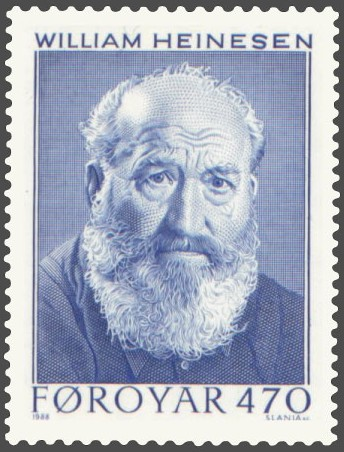
William Heinesen, 1965

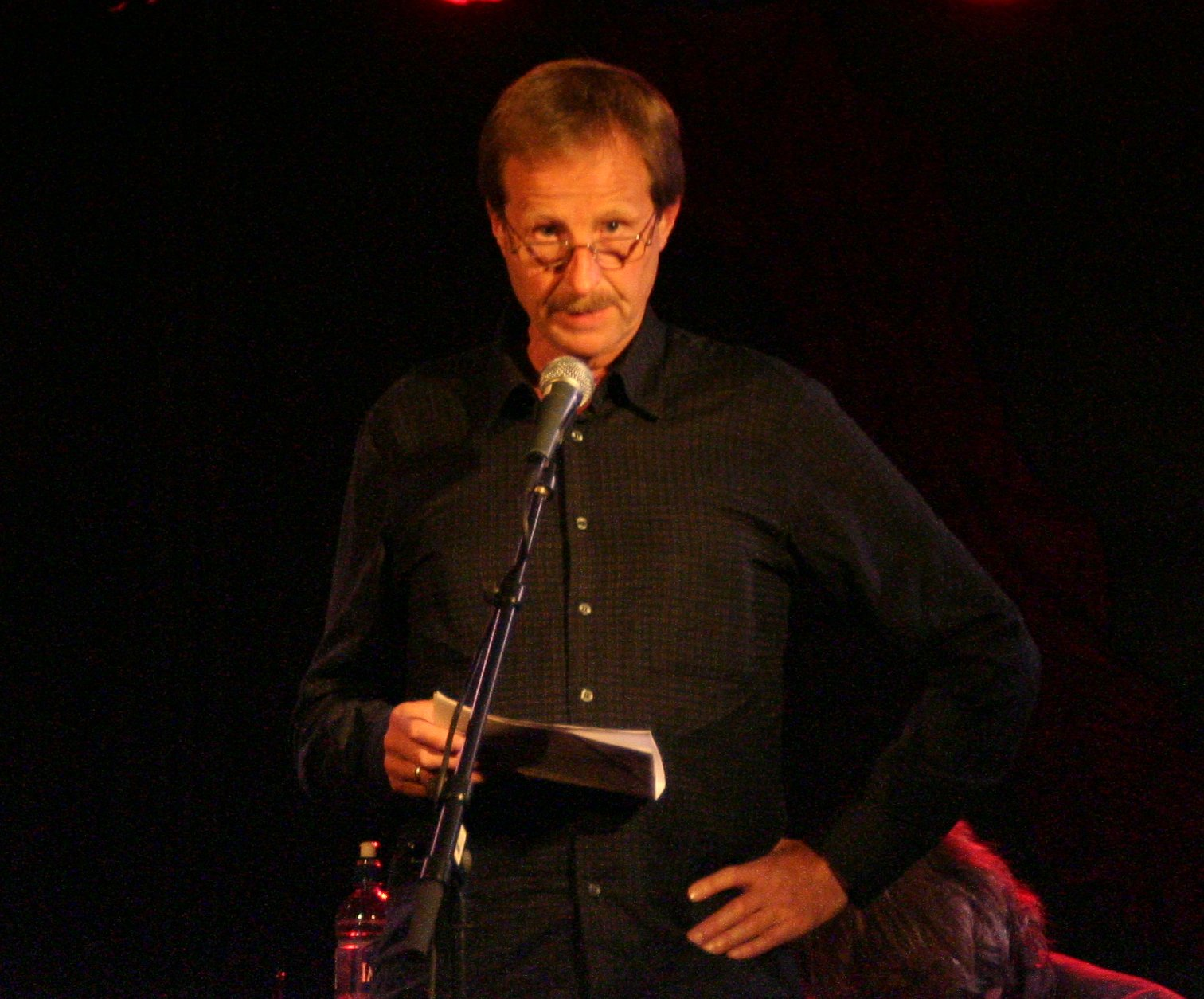
Kjartan Fløgstad, 1978

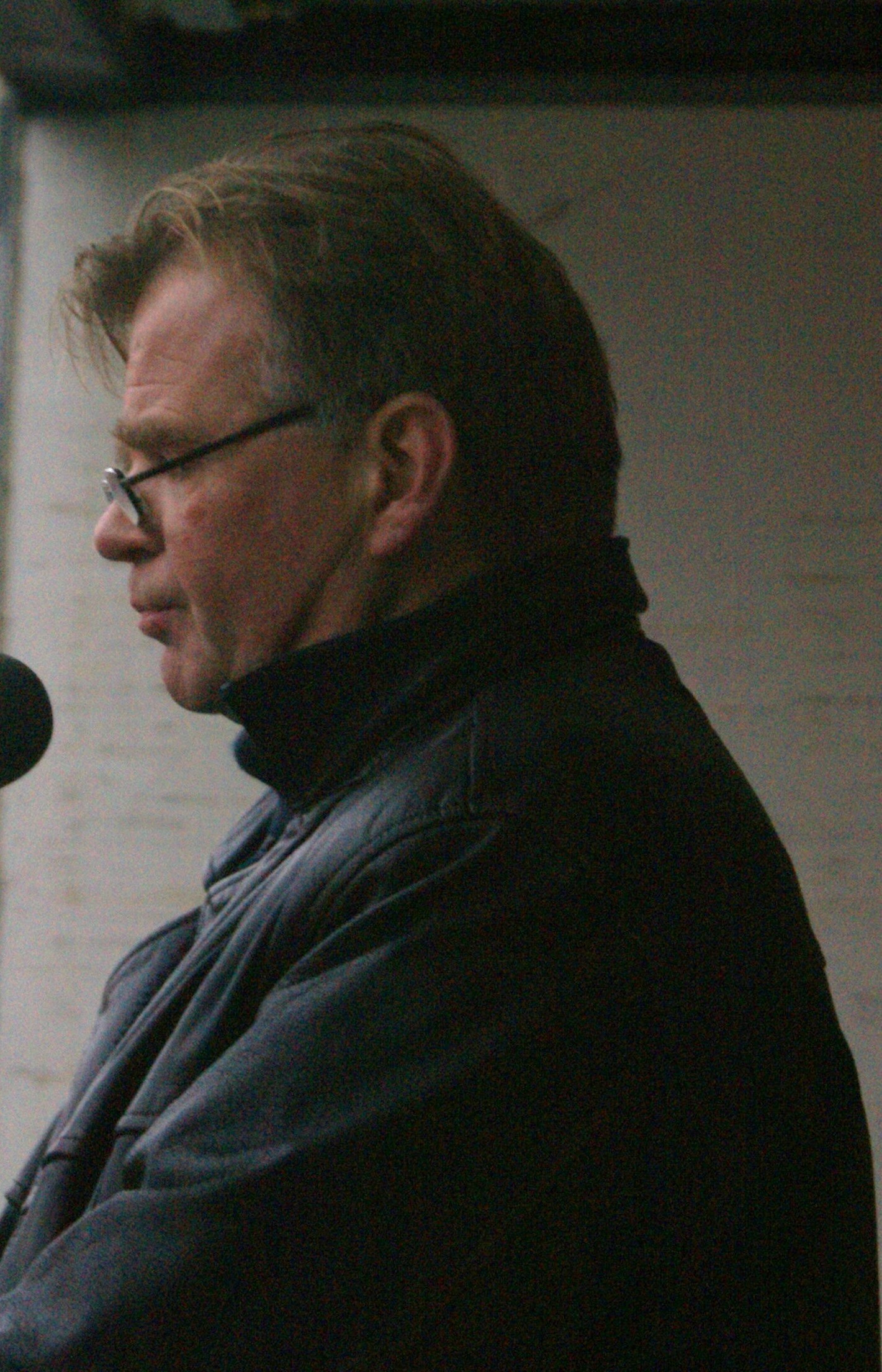
Einar Már Guðmundsson, 1995

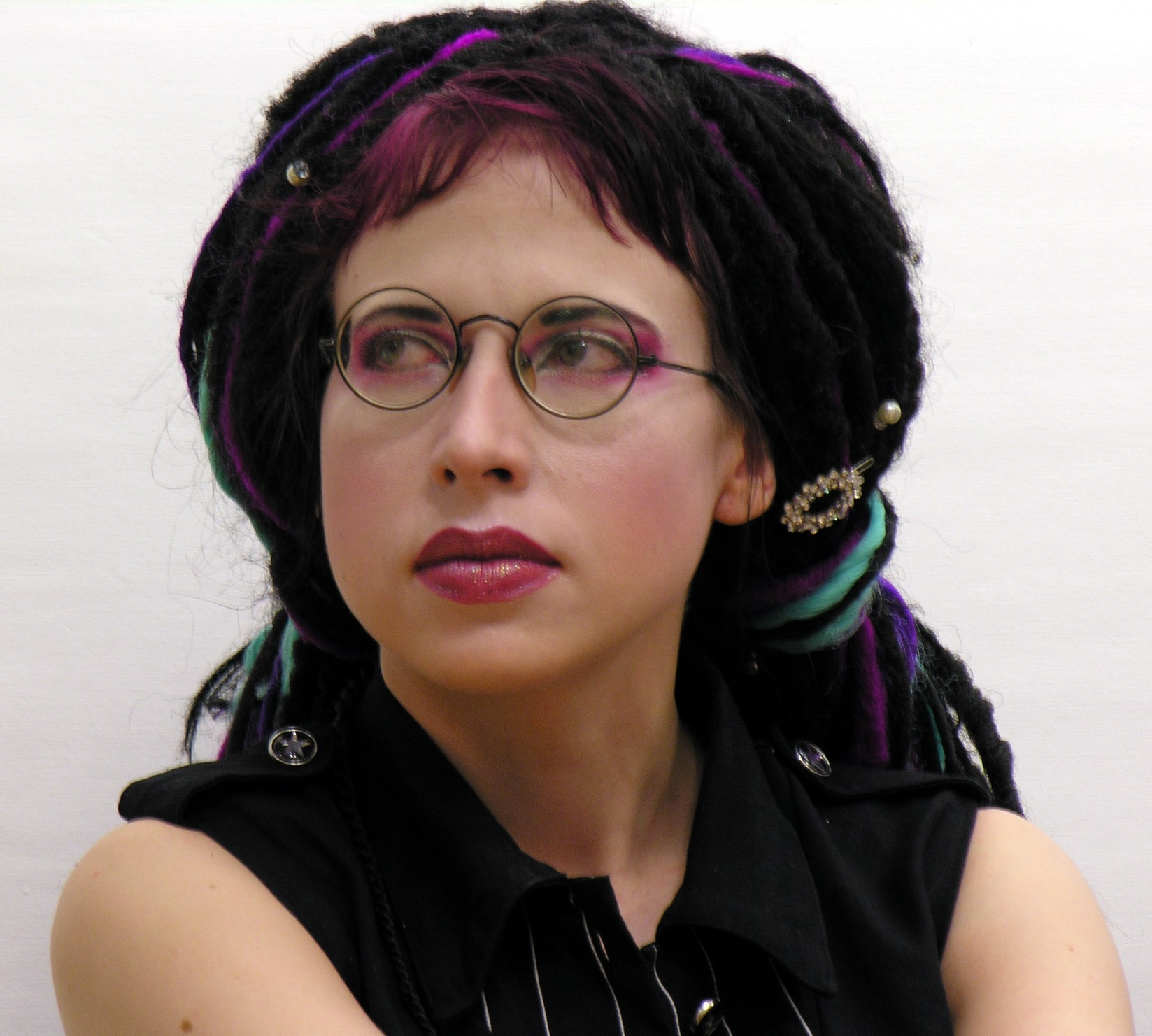
Sofi Oksanen, 2010

A continuació hi ha una llista de tots els guanyadors del Premi de Literatura del Consell Nòrdic:
| Any  | Autor                    | Títol Original                                 | Gènere   | País          | Llengua            |
| ---- | ------------------------ | ---------------------------------------------- | -------- | ------------- | ------------------ |
| 1962 | Eyvind Johnson           | Hans nådes tid                                 | novel·la | Suècia        | suec               |
| 1963 | Väinö Linna              | Täällä Pohjantähden alla 3                     | novel·la | Finlàndia     | finès              |
| 1964 | Tarjei Vesaas            | Is-slottet                                     | novel·la | Noruega       | noruec nynorsk     |
| 1965 | Olof Lagercrantz         | Från Helvetet till Paradiset                   | assaig   | Suècia        | suec               |
| 1965 | William Heinesen         | Det gode Håb                                   | novel·la | Illes Fèroe   | danès              |
| 1966 | Gunnar Ekelöf            | Dīwān över Fursten av Emgión                   | poesia   | Suècia        | suec               |
| 1967 | Johan Borgen             | Nye noveller                                   | contes   | Noruega       | noruec bokmål      |
| 1968 | Per Olof Sundman         | Ingenjör Andrées luftfärd                      | novel·la | Suècia        | suec               |
| 1969 | Per Olov Enquist         | Legionärerna                                   | novel·la | Suècia        | suec               |
| 1970 | Klaus Rifbjerg           | Anna, jeg, Anna                                | novel·la | Dinamarca     | danès              |
| 1971 | Thorkild Hansen          | Slavernes øer, Slavernes skibe i Slavernes øer | novel·la | Dinamarca     | danès              |
| 1972 | Karl Vennberg            | Sju ord på tunnelbanan                         | poesia   | Suècia        | suec               |
| 1973 | Veijo Meri               | Kersantin poika                                | novel·la | Finlàndia     | finès              |
| 1974 | Villy Sørensen           | Uden mål - og med                              | assaig   | Dinamarca     | danès              |
| 1975 | Hannu Salama             | Siinä näkijä missä tekijä                      | novel·la | Finlàndia     | finès              |
| 1976 | Ólafur Jóhann Sigurðsson | Að laufferjum og Að brunnum                    | poesia   | Islàndia      | islandès           |
| 1977 | Bo Carpelan              | I de mörka rummen, i de ljusa                  | poesia   | Finlàndia     | suec               |
| 1978 | Kjartan Fløgstad         | Dalen Portland                                 | novel·la | Noruega       | noruec nynorsk     |
| 1979 | Ivar Lo-Johansson        | Pubertet                                       | memòries | Suècia        | suec               |
| 1980 | Sara Lidman              | Vredens barn                                   | novel·la | Suècia        | suec               |
| 1981 | Snorri Hjartarson        | Hauströkkrið yfir mér                          | poesia   | Islàndia      | islandès           |
| 1982 | Sven Delblanc            | Samuels bok                                    | novel·la | Suècia        | suec               |
| 1983 | Peter Seeberg            | Om fjorten dage                                | contes   | Dinamarca     | danès              |
| 1984 | Göran Tunström           | Juloratoriet                                   | novel·la | Suècia        | suec               |
| 1985 | Antti Tuuri              | Pohjanmaa                                      | novel·la | Finlàndia     | finès              |
| 1986 | Rói Patursson            | Líkasum                                        | poesia   | Faroe Islands | feroès             |
| 1987 | Herbjørg Wassmo          | Hudløs himmel                                  | novel·la | Noruega       | noruec bokmål      |
| 1988 | Thor Vilhjálmsson        | Grámosinn glóir                                | novel·la | Islàndia      | islandès           |
| 1989 | Dag Solstad              | Roman 1987                                     | novel·la | Noruega       | noruec bokmål      |
| 1990 | Tomas Tranströmer        | För levande och döda                           | poesia   | Suècia        | suec               |
| 1991 | Nils-Aslak Valkeapää     | Beaivi, áhčážan                                | poesia   | Lapònia       | sami septentrional |
| 1992 | Fríða Á. Sigurðardóttir  | Meðan nóttin liður                             | novel·la | Islàndia      | islandès           |
| 1993 | Peer Hultberg            | Byen og verden                                 | novel·la | Dinamarca     | danès              |
| 1994 | Kerstin Ekman            | Händelser vid vatten                           | novel·la | Suècia        | suec               |
| 1995 | Einar Már Guðmundsson    | Englar alheimsins                              | novel·la | Islàndia      | islandès           |
| 1996 | Øystein Lønn             | Hva skal vi gjøre i dag og andre noveller      | contes   | Noruega       | noruec bokmål      |
| 1997 | Dorrit Willumsen         | Bang. En roman om Herman Bang                  | novel·la | Dinamarca     | danès              |
| 1998 | Tua Forsström            | Efter att ha tillbringat en natt bland hästar  | poesia   | Finlàndia     | suec               |
| 1999 | Pia Tafdrup              | Dronningeporten                                | poesia   | Dinamarca     | danès              |
| 2000 | Henrik Nordbrandt        | Drømmebroer                                    | poesia   | Dinamarca     | danès              |
| 2001 | Jan Kjærstad             | Oppdageren                                     | novel·la | Noruega       | noruec bokmål      |
| 2002 | Lars Saabye Christensen  | Halvbroren                                     | novel·la | Noruega       | noruec bokmål      |
| 2003 | Eva Ström                | Revbensstäderna                                | poesia   | Suècia        | suec               |
| 2004 | Kari Hotakainen          | Juoksuhaudantie                                | novel·la | Finlàndia     | finès              |
| 2005 | Sjón                     | Skugga-Baldur                                  | novel·la | Islàndia      | islandès           |
| 2006 | Göran Sonnevi            | Oceanen                                        | poesia   | Suècia        | suec               |
| 2007 | Sara Stridsberg          | Drömfakulteten                                 | novel·la | Suècia        | suec               |
| 2008 | Naja Marie Aidt          | Bavian                                         | contes   | Dinamarca     | danès              |
| 2009 | Per Petterson            | Jeg forbanner tidens elv                       | novel·la | Noruega       | noruec bokmål      |
| 2010 | Sofi Oksanen             | Puhdistus                                      | novel·la | Finlàndia     | finès              |
| 2011 | Gyrðir Elíasson          | Milli trjánna                                  | contes   | Islàndia      | islandès           |
| 2012 | Merethe Lindstrøm        | Dager i stillhetens historie                   | novel·la | Noruega       | noruec bokmål      |
| 2013 | Kim Leine                | Profeterne fra evighedsfjorden                 | novel·la | Dinamarca     | danès              |
| 2014 | Kjell Westö              | Hägring 38                                     | novel·la | Finlàndia     | suec               |
| 2015 | Jon Fosse                | Andvake, Olavs draumar, Kveldsvævd             | novel·la | Noruega       | noruec nynorsk     |
| 2016 | Katarina Frostenson      | Sånger og formler                              | poesia   | Suècia        | suec               |
| 2017 | Kirsten Thorup           | Erindring om kærligheden                       | novel·la | Dinamarca     | danès              |
| 2018 | Auður Ava Ólafsdóttir    | Ör                                             | novel·la | Islàndia      | islandès           |
| 2019 | Jonas Eika               | Efter Solen                                    | contes   | Dinamarca     | danès              |
| 2020 | Monika Fagerholm         | Vem dödade bambi?                              | novel·la | Finlàndia     | suec               |
| 2021 | Niviaq Korneliussen      | Naasuliardarpi                                 | novel·la | Groenlàndia   | groenlandès        |